# Damien Fleury
Damien Fleury, född 1 februari 1986 i Caen i Frankrike, är en fransk ishockeyspelare som från och med 16 april 2015 representerar tyska Schwenninger Wild Wings. 

## Karriär
Fleury började spela ishockey i sitt ungdomslag Drakkars de Caen. Säsongen 2003/2004 spelade han med deras U18-lag och fick samma år spela i deras A-lag i franska division 1, den näst högsta ligan. Säsongen 2005/2006 spelade Fleury och Drakkars i franska högsta ligan Ligue Magnus. Säsongen 2006/2007 bytte Fleury lag till Ours de Villard-de-Lans, även det i Ligue Magnus, där han spelade både i A-laget och i U22-laget. De följande tre säsongerna spelade han i Brûleurs de loups de Grenoble i Ligue Magnus.
Fleury lämnade Grenoble 2010 för Västerås IK i Sveriges näst högsta liga Hockeyallsvenskan. Han gjorde där 37 poäng (25+12) på 44 matcher. Detta ledde till att Luleå HF upptäckte Västerås målkung och skrev ett tvåårskontrakt med honom inför säsongen 2011/2012. Efter en svag start släpptes Fleury och värvades istället av Timrå IK.
Damien Fleury har spelat i Frankrikes A-landslag i VM 2009 och 2011.
Damiens fru har även blivit dömd för barnmisshandel.

## Meriter
- Franska ligan - Bästa franska spelare "Albert Hassler Trophy" 2010
- Franska ligan - All star-laget 2010
- Franska ligan - Ligacupmästare 2009
- Franska ligan - Cupmästare 2009
- Franska ligan - Mästare 2009
- Franska ligan - All star-laget 2009
- Franska ligan - Cupmästare 2008
- Franska ligan - Mästare 2007
- Franska ligan - Bästa unga spelare "Jean-Pierre Graff Trophy" 2006

## Klubbar
- Drakkars de Caen 2003 – 2006 Franska ligan, Franska Division 1, Franska U18
- Ours de Villard-de-Lans 2006 – 2007 Franska ligan, Franska U22
- Brûleurs de loups de Grenoble 2007 – 2010 Franska ligan, Franska U22
- Västerås IK 2010 – 2011 Hockeyallsvenskan
- Luleå HF 2011  Elitserien
- Timrå IK 2011 – 2012 Elitserien
- Södertälje SK 2012 – 2014 Hockeyallsvenskan
- HC Lausanne 2014 NLA
- Vasa Sport 2014 – 2015 FM-ligan
- Djurgården 2015 SHL
- Schwenninger Wild Wings 2015 – DEL